# Saison 2004-2005 des Celtics de Boston
La saison 2004-2005 des Celtics de Boston est la 59e saison de la franchise américaine de la National Basketball Association (NBA).
L’équipe a embauché Doc Rivers comme entraîneur nouvel principal pour cette saison. Pendant l’intersaison, les Celtics ont acquis Gary Payton, meneur All-Star et ancien défenseur de l'année, et l'ailier Rick Fox, des Lakers de Los Angeles, mais Fox prend sa retraite avant la saison régulière. À la mi-saison, Payton est échangé aux Hawks d'Atlanta contre Antoine Walker. Cependant, Payton ne parvient pas à se faire une place dans l'effectif des Hawks et a été libéré peu de temps après. Il a ensuite signé avec les Celtics pour le reste de la saison. L’équipe a remporté sept matchs consécutifs en mars, terminant à la première place de la division Atlantique avec un bilan de 45-37. Paul Pierce est sélectionné pour le NBA All-Star Game 2005.
L'équipe se positionne à la troisième place de la conférence Est, mais s'incline au premier tour des playoffs contre les Pacers de l'Indiana, classés sixièmes, dans une série de sept matchs. Boston ne retournera pas en playoffs avant la campagne de 2008, les amenant vers un nouveau titre.

## Draft
| Tour | Rang | Joueur       | Position | Nationalité | Provenance     |
| ---- | ---- | ------------ | -------- | ----------- | -------------- |
| 1    | 15   | Al Jefferson | PF       | États-Unis  | Prentiss HS    |
| 1    | 24   | Delonte West | SG       | États-Unis  | Saint Joseph's |
| 1    | 25   | Tony Allen   | SG       | États-Unis  | Oklahoma State |
| 2    | 40   | Justin Reed  | SF       | États-Unis  | Ole Miss       |

## Classements de la saison régulière
| Conférence Est | Conférence Est         | Conférence Est | Conférence Est | Conférence Est |
| No             | Franchise              | Vic.           | Déf.           | PCT            |
| -------------- | ---------------------- | -------------- | -------------- | -------------- |
| 1              | Heat de Miami          | 59             | 23             | 72.0           |
| 2              | Pistons de Détroit     | 54             | 28             | 65.9           |
| 3              | Celtics de Boston      | 45             | 37             | 54.9           |
| 4              | Bulls de Chicago       | 47             | 35             | 57.3           |
| 5              | Wizards de Washington  | 45             | 37             | 54.9           |
| 6              | Pacers de l'Indiana    | 44             | 38             | 53.7           |
| 7              | 76ers de Philadelphie  | 43             | 39             | 52.4           |
| 8              | Nets du New Jersey     | 42             | 40             | 51.2           |
|                |                        |                |                |                |
| 9              | Cavaliers de Cleveland | 42             | 40             | 51.2           |
| 10             | Magic d'Orlando        | 36             | 46             | 43.9           |
| 11             | Knicks de New York     | 33             | 49             | 40.2           |
| 12             | Raptors de Toronto     | 33             | 49             | 40.2           |
| 13             | Bucks de Milwaukee     | 30             | 52             | 36.6           |
| 14             | Bobcats de Charlotte   | 18             | 64             | 22.0           |
| 15             | Hawks d'Atlanta        | 13             | 69             | 15.9           |

| Division Atlantique   | V  | D  | PCT  | GB |
| --------------------- | -- | -- | ---- | -- |
| Celtics de Boston     | 45 | 37 | 54.9 | -  |
| 76ers de Philadelphie | 43 | 39 | 52.4 | 2  |
| Nets du New Jersey    | 42 | 40 | 51.2 | 3  |
| Knicks de New York    | 33 | 49 | 40.2 | 12 |
| Raptors de Toronto    | 33 | 49 | 40.2 | 12 |

## Effectif
| Numéro | Joueur           | Position | Provenance                                      |
| ------ | ---------------- | -------- | ----------------------------------------------- |
| 7, 8   | Al Jefferson     | PF       | Prentiss HS                                     |
| 9      | Justin Reed      | SF       | Ole Miss                                        |
| 11     | Marcus Banks     | PG       | UNLV                                            |
| 12     | Ricky Davis      | SG       | Iowa                                            |
| 13     | Delonte West     | SG       | Saint Joseph's                                  |
| 20     | Gary Payton      | PG       | Oregon State                                    |
| 30     | Mark Blount      | C        | Pitt                                            |
| 34     | Paul Pierce      | SF       | Kansas                                          |
| 42     | Tony Allen       | SG       | Butler County Community College, Oklahoma State |
| 43     | Kendrick Perkins | C        | Clifton J. Ozen HS                              |
| 45     | Raef LaFrentz    | PF       | Kansas                                          |
| 88     | Antoine Walker   | PF       | Kentucky                                        |

## Statistiques

### Saison régulière
| Joueur           | MJ | MC | MPG  | FG%  | 3P%  | FT%  | RPG | APG | SPG | BPG | PPG  |
| ---------------- | -- | -- | ---- | ---- | ---- | ---- | --- | --- | --- | --- | ---- |
| Tony Allen       | 77 | 34 | 16.4 | .475 | .387 | .737 | 2.9 | 0.8 | 1.0 | 0.3 | 6.4  |
| Marcus Banks     | 81 | 2  | 14.1 | .402 | .356 | .742 | 1.6 | 1.9 | 0.8 | 0.2 | 4.6  |
| Mark Blount      | 82 | 57 | 26.0 | .529 | .000 | .713 | 4.8 | 1.6 | 0.4 | 0.8 | 9.4  |
| Ricky Davis      | 82 | 11 | 32.9 | .462 | .339 | .815 | 3.0 | 3.0 | 1.1 | 0.3 | 16.0 |
| Tom Gugliotta    | 20 | 0  | 10.9 | .297 | -    | .667 | 2.2 | 0.6 | 0.5 | 0.2 | 1.3  |
| Al Jefferson     | 71 | 1  | 14.8 | .528 | .000 | .630 | 4.4 | 0.3 | 0.3 | 0.8 | 6.7  |
| Raef LaFrentz    | 80 | 80 | 27.5 | .496 | .364 | .811 | 6.9 | 1.2 | 0.5 | 1.2 | 11.1 |
| Walter McCarty   | 44 | 0  | 12.6 | .413 | .333 | .533 | 1.8 | 0.6 | 0.3 | 0.2 | 3.7  |
| Gary Payton      | 77 | 77 | 33.0 | .468 | .326 | .761 | 3.1 | 6.1 | 1.1 | 0.2 | 11.3 |
| Kendrick Perkins | 60 | 3  | 9.1  | .471 | -    | .638 | 2.9 | 0.4 | 0.2 | 0.6 | 2.5  |
| Paul Pierce      | 82 | 82 | 36.1 | .455 | .370 | .822 | 6.6 | 4.2 | 1.6 | 0.5 | 21.6 |
| Justin Reed      | 23 | 0  | 5.3  | .517 | .000 | .733 | 0.7 | 0.4 | 0.1 | 0.0 | 1.8  |
| Antoine Walker   | 24 | 24 | 34.5 | .442 | .342 | .557 | 8.3 | 3.0 | 1.0 | 1.1 | 16.3 |
| Jiří Welsch      | 55 | 32 | 20.5 | .428 | .323 | .773 | 2.5 | 1.5 | 0.7 | 0.1 | 7.5  |
| Delonte West     | 39 | 7  | 13.0 | .426 | .358 | .704 | 1.7 | 1.4 | 0.5 | 0.2 | 4.5  |

### Playoffs
| Joueur           | MJ | MC | MPG  | FG%  | 3P%  | FT% | RPG | APG | SPG | BPG  | PPG |
| ---------------- | -- | -- | ---- | ---- | ---- | --- | --- | --- | --- | ---- | --- |
| Tony Allen       | 7  | 3  | 12.9 | .444 | -    | 1.7 | 0.3 | 0.4 | 0.3 | 2.7  |     |
| Marcus Banks     | 7  | 0  | 15.1 | .448 | .500 | 1.6 | 1.0 | 0.6 | 0.0 | 4.6  |     |
| Mark Blount      | 4  | 0  | 10.8 | .286 | -    | 1.5 | 0.3 | 0.0 | 0.0 | 2.0  |     |
| Ricky Davis      | 7  | 2  | 34.3 | .432 | .333 | 3.6 | 2.0 | 1.3 | 0.3 | 12.4 |     |
| Al Jefferson     | 7  | 0  | 19.4 | .415 | -    | 6.4 | 0.3 | 0.6 | 1.1 | 6.1  |     |
| Raef LaFrentz    | 7  | 7  | 26.4 | .390 | .500 | 4.9 | 1.1 | 0.9 | 1.7 | 6.9  |     |
| Gary Payton      | 7  | 7  | 34.1 | .446 | .071 | 4.1 | 4.6 | 0.9 | 0.1 | 10.3 |     |
| Kendrick Perkins | 6  | 0  | 4.7  | .800 | -    | 1.0 | 0.0 | 0.0 | 0.5 | 1.5  |     |
| Paul Pierce      | 7  | 7  | 39.6 | .505 | .259 | 7.7 | 4.6 | 1.9 | 1.4 | 22.9 |     |
| Justin Reed      | 6  | 0  | 3.7  | .333 | .000 | 0.2 | 0.0 | 0.0 | 0.0 | 1.2  |     |
| Antoine Walker   | 6  | 6  | 37.3 | .413 | .368 | 7.3 | 2.3 | 1.2 | 1.0 | 16.7 |     |
| Delonte West     | 7  | 3  | 16.4 | .524 | .455 | 1.3 | 0.6 | 1.0 | 0.1 | 4.1  |     |

## Transactions

### Échanges
| 2 août     | Vers les Celtics de Boston Gary Payton Rick Fox Conditionnel premier tour de draft Compensation financière | Vers les Lakers de Los Angeles Chris Mihm Chucky Atkins Jumaine Jones                          |
| 8 février  | Vers les Celtics de Boston Conditionnel second tour de draft 2005                                          | Vers les Suns de Phoenix Walter McCarty Compensation financière                                |
| 24 février | Vers les Celtics de Boston Antoine Walker                                                                  | Vers les Hawks d'Atlanta Gary Payton Tom Gugliotta Michael Stewart Futur premier tour de draft |
| 24 février | Vers les Celtics de Boston Premier tour de draft 2007                                                      | Vers les Cavaliers de Cleveland Jiří Welsch                                                    |

### Agents libres
| Joueur        | Date de signature | Ancienne équipe |
| Tom Gugliotta | 16 août           | Jazz de l'Utah  |
| Gary Payton   | 4 mars            | Hawks d'Atlanta |

| Joueur         | Départ      | Nouvelle équipe      |
| Brandon Hunter | 22 juin     | Bobcats de Charlotte |
| Dana Barros    | 1er juillet | Retraite             |
| Rick Fox       | 1er octobre | Retraite             |
| Ernest Brown   | 25 octobre  | Olympiakós           |

## Récompenses
- Paul Pierce, NBA All-Star